# تاريخ القوات الجوية الإسرائيلية

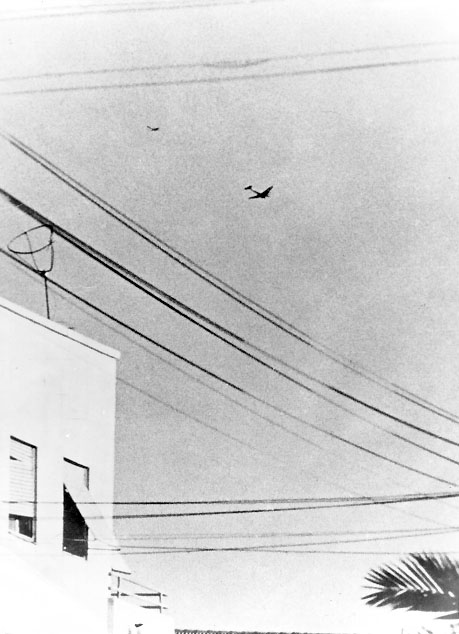
تل أبيب، 3 يونيو 1948: مودي ألون يطارد طائرة سلاح الجو الملكي المصري C-47 باستخدام أڤيا S-199 ليسجل أول انتصار جوي لسلاح الجو الإسرائيلي

تاريخ سلاح الجو الإسرائيلي يبدأ في مايو 1948، عقب إنشاء دولة إسرائيل. في 14 مايو، تحولت المؤسسات اليهودية السابقة إلى وكالات حكومية، وفي 26 مايو 1948، تم تشكيل سلاح الجو الإسرائيلي. بدأ بأسطول صغير من الطائرات الخفيفة، لكنه سرعان ما تطور إلى قوة قتالية متكاملة. منذ ذلك الحين، شارك في عدة حروب ومعارك متعددة، ليُوصف لاحقًا بأنه "أقوى سلاح جو في الشرق الأوسط".

## السنوات الأولى (1948–1967)

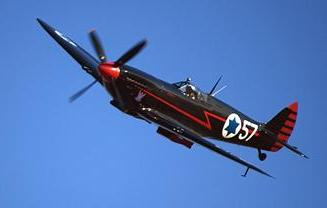
مقاتلة "بلاك سبيتفاير"

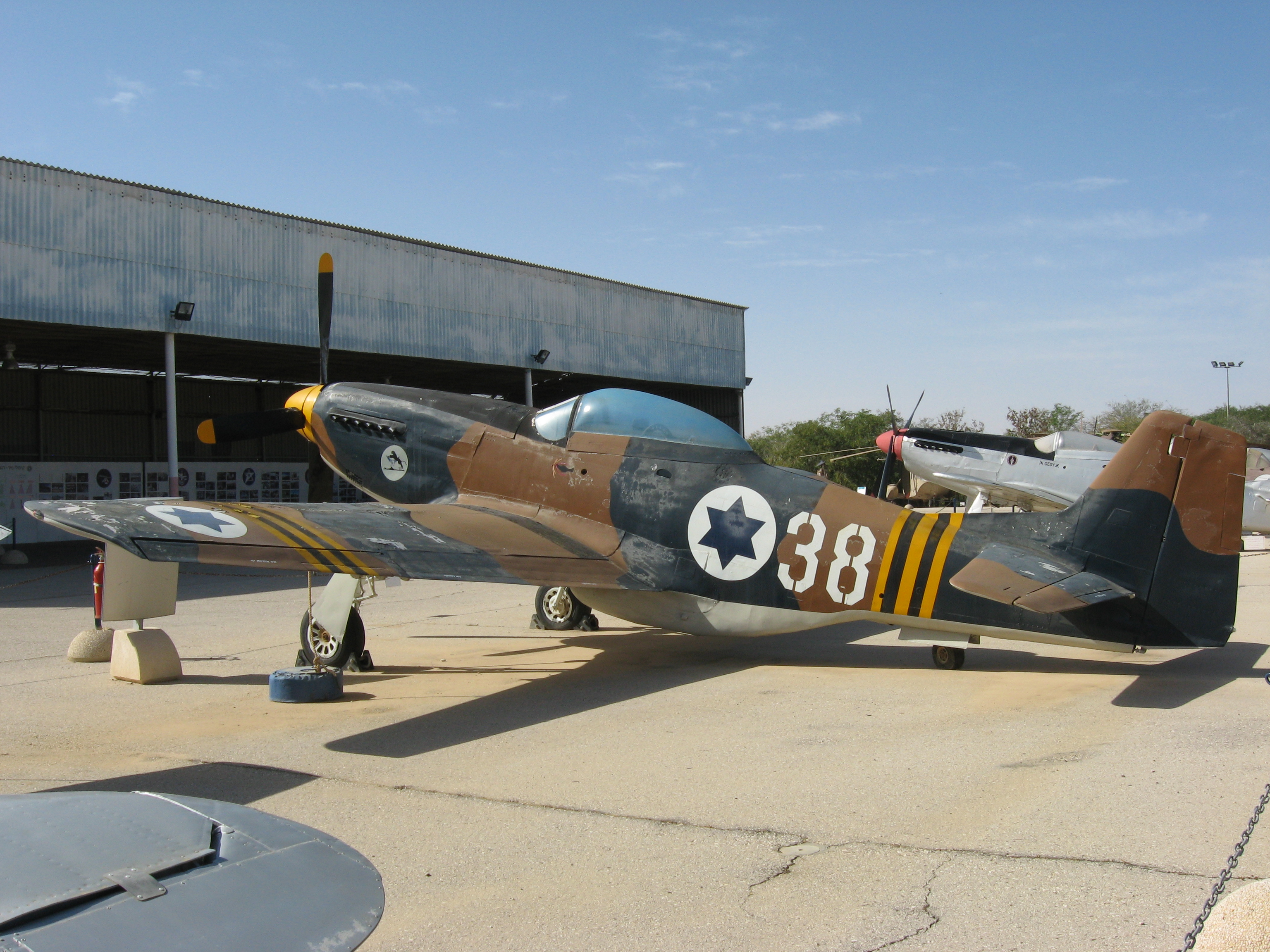
بيه-51 في متحف سلاح الجو الإسرائيلي؛ تشير العلامات تحت قمرة القيادة إلى مشاركتها في عملية قطع الأسلاك في بداية أزمة السويس.

سبق تشكيل سلاح الجو الإسرائيلي "شيروت أفير"، الجناح الجوي لمنظمة الهاغاناه، حيث تأسس رسميًا في 28 مايو 1948، بعد وقت قصير من إعلان دولة إسرائيل، وخوضها حربها الأولى إثر الهجوم العربي المباشر. في بداياته، اعتمد السلاح على مجموعة عشوائية من الطائرات المدنية التي تم الاستيلاء عليها أو التبرع بها وتحويلها للاستخدام العسكري. كما تم استيراد طائرات قتالية قديمة من مخلفات الحرب العالمية الثانية بوسائل متنوعة – بعضها شرعي والآخر غير قانوني – لتعزيز أسطول السلاح.
كان العمود الفقري لسلاح الجو مكونًا من 25 مقاتلة أفيا إس-199 تم شراؤها من تشيكوسلوفاكيا (وهي نسخة محلية الصنع من مسرشميت بي اف 109) و60 طائرة سوبرمارين سبتفاير ، حيث تم تجميع أول طائرة منها "إسرائيل 1" محليًا باستخدام قطع غيار بريطانية متروكة ومحرك مُستخلص من مقاتلة مصرية، فيما تم شراء معظم الطائرات الأخرى من تشيكوسلوفاكيا. تم نقل بعض طائرات سبيتفاير جوًا من قاعدة زاتتس التشيكية السرية (الملقبة بـ"Zebra")، حيث تلقى الطيارون أيضًا تدريبًا أوليًا على الطيران، بينما تم شحن البعض الآخر بحرًا.
في البداية، اعتمد نجاح السلاح على القدرة على التكيف أكثر من اعتماده على التكنولوجيا، حيث كانت الطائرات الإسرائيلية في ذلك الوقت أقل تطورًا من تلك التي استخدمتها الجيوش العربية. كان العديد من أوائل الطيارين متطوعين أجانب (يطلق عليهم في إسرائيل بالماحال وهم يضمون اليهود وغير اليهود) إضافةً إلى قدامى المحاربين في الحرب العالمية الثانية، الذين انضموا لدعم إسرائيل في حربها من أجل الاستقلال.
كما بدأ قسم النقل الجوي العسكري نشاطه عبر شركة "لينيوس أيروس دي بنما سوسييتي أنونيما" (LAPSA)، التي سجلت طائرات C-46 و C-47 في بنما. من بين 607 جنود خدموا في سلاح الجو الإسرائيلي خلال حرب الاستقلال، كان أكثر من 414 منهم متطوعين أجانب.
في 29 مايو 1948، شاركت القوة الجوية لأول مرة في القتال لإيقاف التقدم المصري من غزة شمالًا، حيث أقلعت أربع طائرات أڤيا S-199 بقيادة مودي ألون، إيزار فايتسمان، لو لينارت وإيدي كوهين، وهاجمت القوات المصرية بالقرب من إسدود. لم يكن الضرر كبيرًا، لكن الهجوم حقق هدفه، حيث أوقف المصريون تقدمهم. وفي اليوم التالي، 30 مايو، تم استخدام الطائرات ضد القوات الأردنية بالقرب من طولكرم، حيث تم فقدان طائرة إسرائيلية.

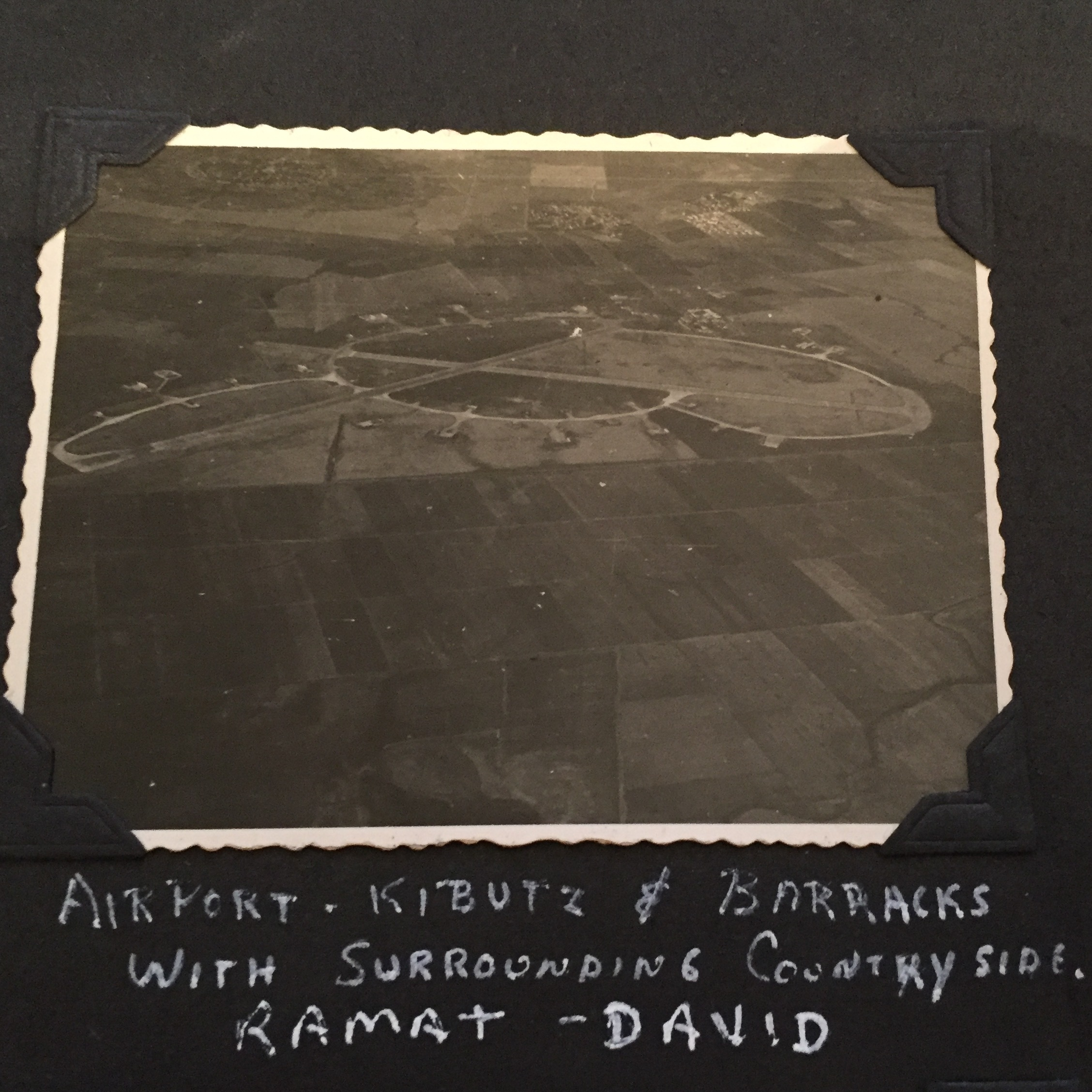
صورة جوية لقاعدة رمات ديفيد الجوية عام 1949، التقطت من قاذفة B-17.

في 3 يونيو 1948، سجل مودي ألون أول انتصارين جويين لسلاح الجو، حيث أسقط طائرتي دوغلاس دي سي-3 تابعتين للقوات الجوية المصرية بعد قصفهما تل أبيب. بعد أيام قليلة، في 8 يونيو، أسقط الطيار جدعون ليختامان أول طائرة مقاتلة معادية خلال معركة جوية، حيث تمكن من إسقاط مقاتلة سبيتفاير مصرية.
مع تقدم الحرب، تم جلب المزيد من الطائرات المتطورة، بما في ذلك قاذفات بوينغ بي-17 القلعة الطائرة، بريستول بيافايتر، دي هافيلاند موسكيتو، و نورث أمريكان إفياشين بيه-51 موستانغ مما أدى إلى تحول ميزان القوى تدريجيًا لصالح إسرائيل. وعلى الرغم من أن سلاح الجو الإسرائيلي لم يتمكن من تحقيق تفوق جوي، إلا أنه بحلول نهاية الحرب كان قد أثبت دوره في ساحة المعركة.

### المواجهات مع سلاح الجو الملكي البريطاني
شهدت الحرب أيضًا اشتباكات بين سلاح الجو الإسرائيلي وسلاح الجو الملكي البريطاني. خلال صيف وخريف عام 1948، نفذت طائرات دي هافيلاند موسكيتو التابعة للسرب رقم 13 في **سلاح الجو الملكي البريطاني عمليات استطلاع روتينية فوق الأراضي الإسرائيلية. استمرت هذه الطلعات الجوية على ارتفاعات عالية دون اعتراض حتى حصل سلاح الجو الإسرائيلي على مقاتلات موستانغ. في 20 نوفمبر 1948، رُصدت إحدى طائرات الاستطلاع البريطانية فوق الجليل، حيث تم إسقاطها بواسطة الطيار واين بيك، وسقطت الطائرة في البحر الأبيض المتوسط قرب أشدود.
وقع اشتباك آخر بين سلاح الجو الإسرائيلي وسلاح الجو الملكي البريطاني في 7 يناير 1949 أثناء عملية حوريف، حيث تم إسقاط أربع مقاتلات سبيتفاير بريطانية، تلاها إسقاط طائرة هوكر تمبست في وقت لاحق من اليوم ذاته.

### أزمة السويس- العدوان الثلاثي (1956)
لعب سلاح الجو الإسرائيلي دورًا محوريًا في عملية قادش، وهي العملية العسكرية الإسرائيلية خلال أزمة السويس 1956. عند بدء العملية في 29 أكتوبر 1956، قامت مقاتلات نورث أمريكان إفياشين بيه-51 موستانغ بقطع خطوط الهاتف في شبه جزيرة سيناء، باستخدام شفرات مراوحها في بعض الحالات. وفي الوقت ذاته، نفذت 16 طائرة نقل دوغلاس 3 عملية "مكبش"، حيث تم إسقاط المظليين الإسرائيليين خلف الخطوط المصرية عند ممر متلا، تحت حماية الطائرات المقاتلة. كانت ياعيل روم، وهي أول طيارة عسكرية إسرائيلية معتمدة، ضمن الطاقم المساعد للطائرة C-47 الرائدة في هذا التشكيل.

### العلاقات العسكرية مع فرنسا والتحول نحو الولايات المتحدة
خلال الخمسينيات، أصبحت فرنسا المورد الرئيسي للطائرات المقاتلة لسلاح الجو الإسرائيلي. إلا أن العلاقات بين البلدين تدهورت قبيل حرب الأيام الستة، عندما فرضت فرنسا حظرًا على تصدير الأسلحة إلى إسرائيل. نتيجة لذلك، قامت الصناعات الجوية الإسرائيلية (IAI) بتوسيع إنتاجها من الطائرات والأسلحة، مستندةً في البداية على النماذج الفرنسية، ثم تحولت إسرائيل تدريجيًا إلى الولايات المتحدة كمزود رئيسي للطائرات العسكرية.

### حرب الأيام الستة (1967)

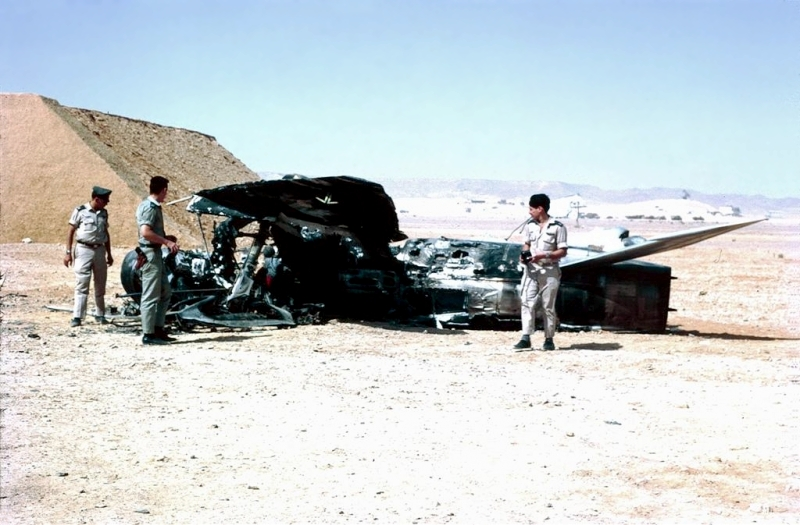
طائرة ميغ-21 مدمرة في قاعدة جوية استولى عليها الجيش الإسرائيلي في سيناء.

في صباح 5 يونيو 1967، خلال الساعات الثلاث الأولى من الحرب، نفذ سلاح الجو الإسرائيلي عملية مركزة دمرت جل سلاح الجو المصري، محققًا تفوقًا جويًا مطلقًا خلال الحرب. امتدت الضربات الإسرائيلية لاحقًا لتشمل سلاح الجو السوري والأردني والعراقي. مع انتهاء الحرب، أعلنت إسرائيل أنها دمرت 452 طائرة عربية، في 49 انتصارًا جوي مباشر.

### حرب الاستنزاف (1967–1970)
عقب حرب الأيام الستة، أطلقت مصر حرب الاستنزاف بهدف إضعاف السيطرة الإسرائيلية على الأراضي التي احتلتها عام 1967. كان الهدف الإسرائيلي هو إلحاق خسائر فادحة بالعدو لإجباره على قبول وقف إطلاق النار. قام سلاح الجو الإسرائيلي بشن ضربات متكررة على أهداف استراتيجية داخل الأراضي المصرية، بالإضافة إلى خوض معارك جوية متكررة ضد الطائرات المصرية والسورية، مع تقديم دعم جوي للقوات البرية والبحرية الإسرائيلية.
في 30 يوليو 1970، بلغت الحرب ذروتها عندما أوقع سلاح الجو الإسرائيلي كمينًا جويًا محكمًا ضد الطيارين السوفييت الذين كانوا يقودون طائرات ميغ-21. أسفرت المعركة عن إسقاط خمس طائرات ميغ دون خسائر إسرائيلية، مما أدى إلى إنهاء الحرب خوفًا من التدخل المباشر للإتحاد السوفييتي. مع انتهاء الحرب في أغسطس 1970، كان سلاح الجو الإسرائيلي قد حقق 111 انتصارًا جويًا مقابل فقدان أربع طائرات فقط.
أبرز إنجازات سلاح الجو الإسرائيلي خلال حرب الاستنزاف:
- عملية ديك رومي 53 (Operation Rooster 53) – 26 ديسمبر 1969: نفذت مروحيات سيكورسكي سي إتش-53 إنزالًا لقوات المظليين للاستيلاء على رادار P-12 السوفييتي في مصر قرب السويس. تم نقل الرادار، الذي يزن 4 أطنان، إلى إسرائيل عبر مروحية سي إتش-53.
- عملية بريها (Blossom) – 7 يناير – 13 أبريل 1970: سلسلة ضربات مركزة على أهداف عسكرية داخل العمق المصري.
- عملية رودس – 22 يناير 1970 نقلت مروحيات سوبر فرلون قوات الكوماندوز الإسرائيلي إلى جزيرة شدوان، حيث اشتبكوا مع القوات المصرية، مما أسفر عن مقتل 30 جنديًا مصريًا وأسر 62 آخرين.
- عملية ريمون 20 – 30 يوليو 1970: نجح سلاح الجو الإسرائيلي في إسقاط خمس طائرات ميغ-21 سوفييتية في كمين جوي مخطط بدقة.

### حرب يوم الغفران- حرب العاشر من رمضان (1973)

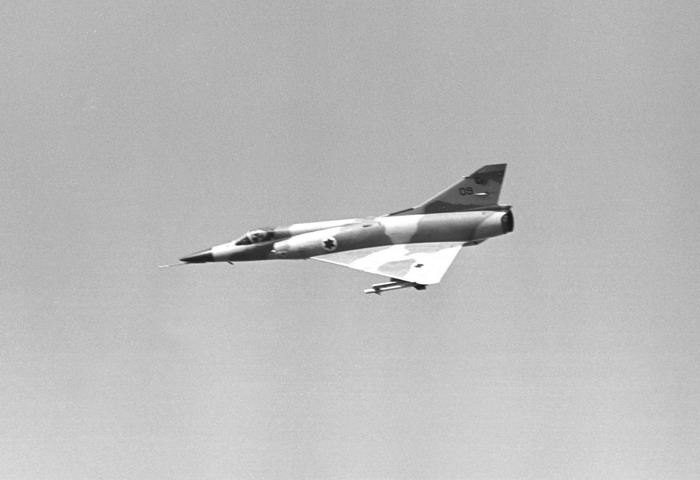
طائرة IAI نيشر تحلق فوق مرتفعات الجولان خلال حرب 73.

بعد حرب الاستنزاف، ركز سلاح الجو الإسرائيلي على تطوير تكتيكات جديدة لمواجهة الدفاعات الجوية المصرية، حيث تم إدخال أسلحة مثل AGM-45 شرَايك إيه جي إم-45 شرايك و AGM-12 بولباب. بحلول 6 أكتوبر 1973، كان لدى إسرائيل 390 طائرة قتالية، من بينها: - 100 طائرة F-4 فانتوم. - 165 طائرة A-4 سكاي هوك - 65 طائرة ميراج III وIAI نيشر. - 20 طائرة IAI ساعر (نسخة معدلة من سوبر ميستير).
مع اندلاع الحرب في 6 أكتوبر 1973، كانت إسرائيل تستعد لضربة استباقية ضد المطارات المصرية والسورية، لكن الحكومة الإسرائيلية قررت عدم تنفيذ الضربة. رغم التفوق المصري، لعب سلاح الجو الإسرائيلي دورًا حاسمًا في وقف التقدم البري، مما مهد الطريق للهجوم المضاد الإسرائيلي الذي أدى إلى اختراق الجبهتين المصرية والسورية.

### عبور قناة السويس وتصاعد المعارك الجوية

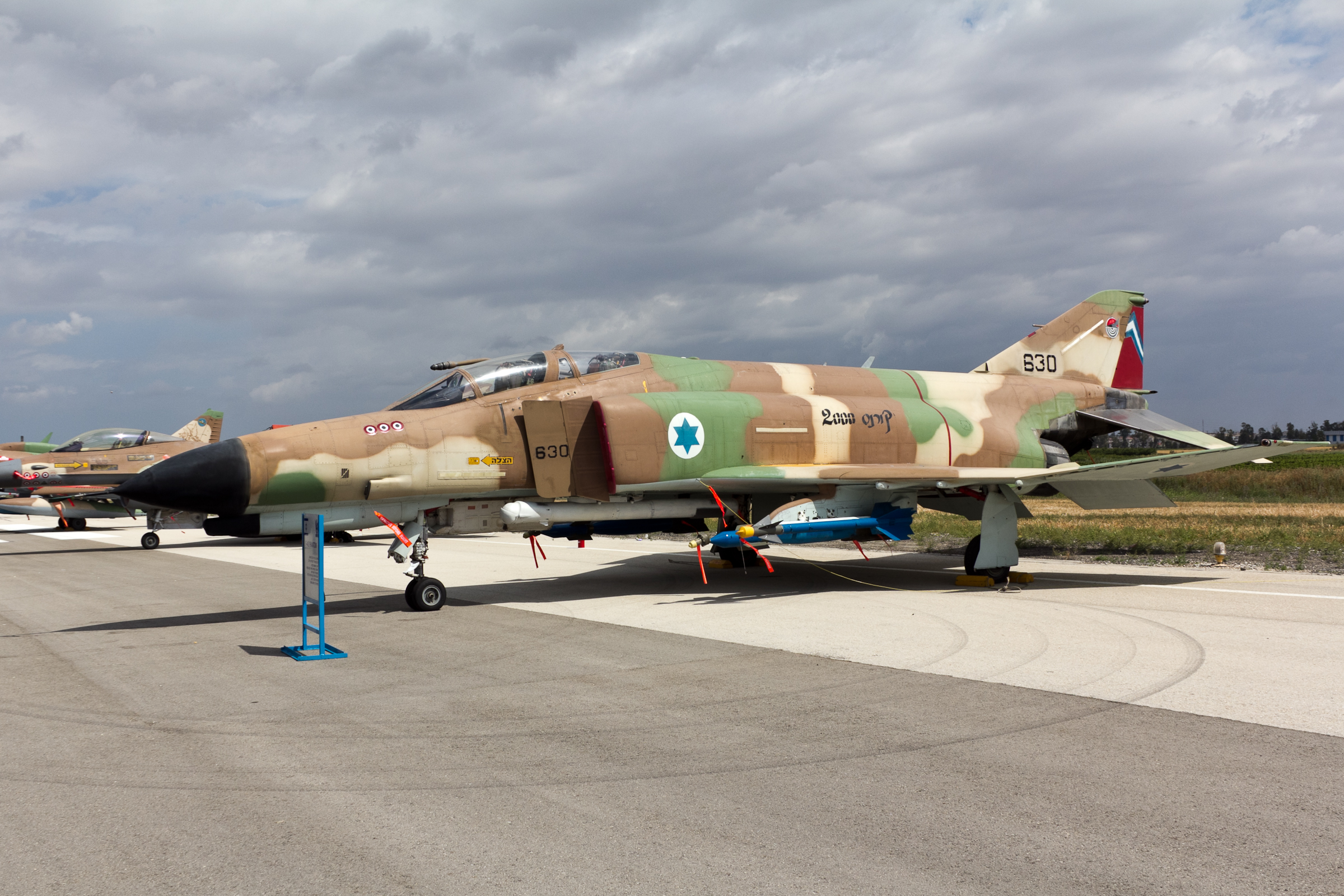
مقاتلة فانتوم F-4E تابعة للسرب 201 في سلاح الجو الإسرائيلي، تحمل علامات إسقاط ثلاث طائرات معادية.

في 14 أكتوبر 1973، شن الجيش المصري هجومًا واسع النطاق على طول الجبهة، لكن قوات الجيش الإسرائيلي تمكنت من صده بالكامل. أعقب ذلك قيام إسرائيل بشن هجوم معاكس في الفاصل بين الجيشين الثاني والثالث المصريين، حيث عبرت القوات الإسرائيلية قناة السويس إلى داخل الأراضي المصرية. انتشرت القوات الإسرائيلية شمالًا وجنوبًا، مما أدى إلى تدمير الوحدات الخلفية المصرية واختراق الدفاعات الجوية المصرية. هذا التطور منح سلاح الجو الإسرائيلي حرية التحرك التي افتقدها سابقًا، ما أدى إلى تجدد الهجمات الإسرائيلية على الدفاعات الجوية المصرية، مما أسفر عن انهيار منظومة الدفاع الجوي المصري.
في 14 أكتوبر أيضًا، بدأت عملية نيكل غراس، وهي عملية الجسر الجوي الأمريكي إلى إسرائيل، بعد خمسة أيام من بدء الاتحاد السوفيتي جسرًا جويًا لدعم حلفائه في مصر وسوريا. في نفس اليوم، نفذ سلاح الجو الإسرائيلي غارات على قاعدتي طنطا والمنصورة الجويتين، واستمرت هذه الضربات إلى اليوم التالي، بينما تم استهداف القواعد الجوية السورية لاحقًا.
في 18 أكتوبر، حققت مقاتلات ميراج ونيشر الإسرائيلية 14 انتصارًا جويًا، بما في ذلك إسقاط ثلاث مقاتلات ليبية من طراز ميراج. بعد ثلاثة أيام، في 21 أكتوبر، استولت القوات الإسرائيلية على قاعدة فايد الجوية المصرية، والتي أصبحت مركزًا لعمليات السلاح الجوي الإسرائيلي، حيث استخدمت لنقل الإمدادات إلى القوات الإسرائيلية شرق القناة. أطلق على القاعدة اسم "نخشون"، وتم تشغيلها رسميًا في 23 أكتوبر عندما هبطت بها طائرة نيشر اضطراريًا. كما سيطرت إسرائيل على قواعد كبريت، كصفريت، وشلوفة، لكنها لم تستخدمها.
في آخر معركة جوية للحرب، في 24 أكتوبر، أسقطت إسرائيل 12 طائرة ، بما في ذلك ثلاث طائرات على يد الطيار غيورا إيبستين، مما رفع إجمالي انتصاراته إلى 17 انتصار، ليصبح أعلى طيار محقق للانتصارات الجوية في عصر الطائرات النفاثة. كما أصبح أكثر الطيارين الإسرائيليين تحقيقًا للانتصارات الجوية على الإطلاق. الخسائر الجوية الإسرائيلية في الحرب بلغت رسميًا 102 طائرة، شملت: 32 مقاتلة F-4 فانتوم. - 53 طائرة A-4 سكاي هوك. - 11 مقاتلة ميراج. - 6 طائرات ساعر. لكن مصادر أخرى تشير إلى أن العدد الحقيقي اكبر من ذلك وقد يصل إلى 128 طائرة. من بين أفراد السلاح الجوي، قُتل 91 جنديًا، بينهم 53 طيارًا. أما الخسائر الجوية المصرية والسورية، فكانت كالتالي: - إسقاط 172 طائرة مصرية في معارك جوية، مقابل خسارة إسرائيل ما بين 5 إلى 21 طائرة في جميع الجبهات. خسائر سوريا تراوحت بين 135 و179 طائرة.

## التوسع بعد الحرب (1973–1982)

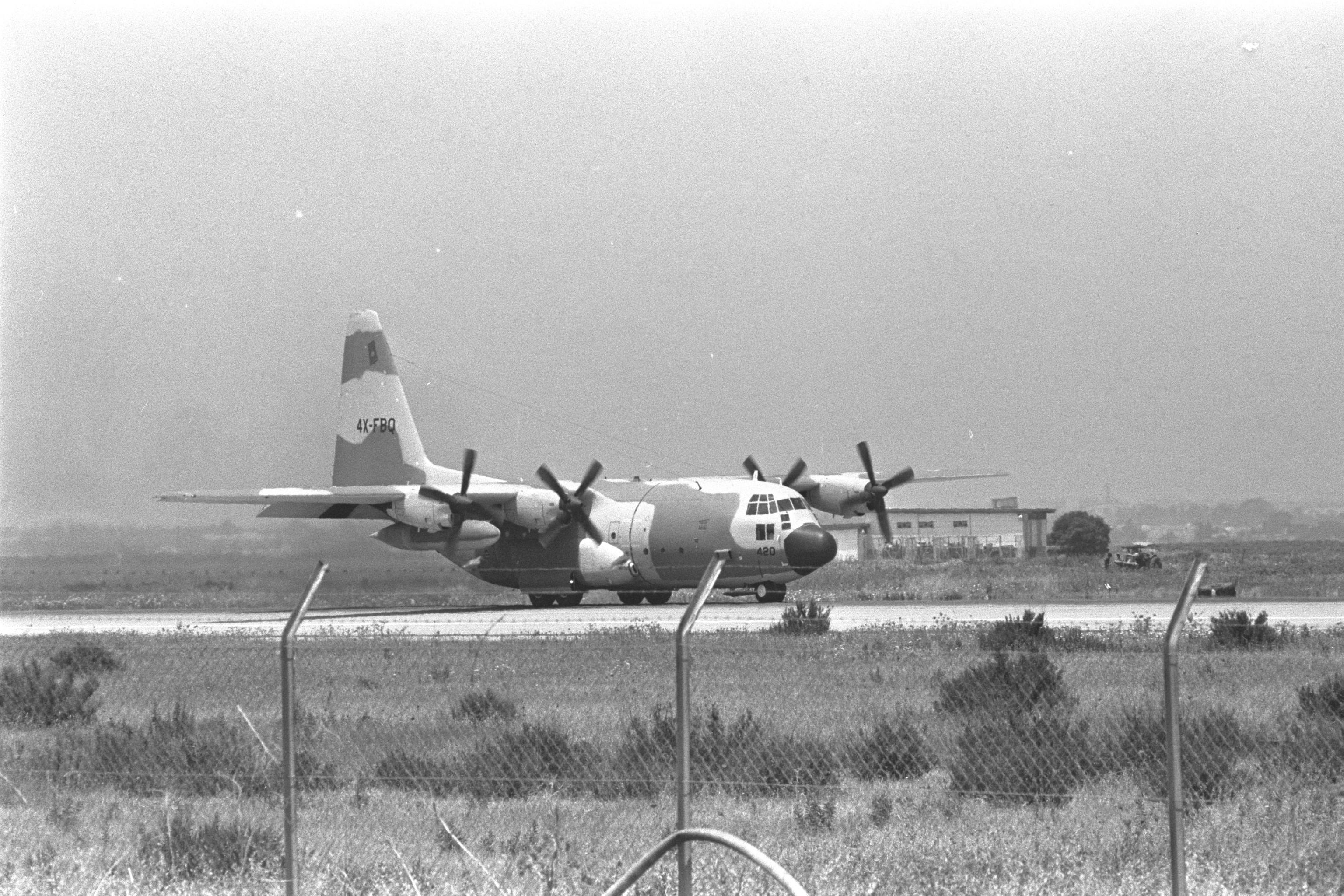
طائرة نقل من طراز C-130 هيركوليس تهبط في مطار بن غوريون، حاملة ركاب طائرة إير فرانس المختطفة خلال عملية عنتيبي.

منذ حرب يوم الغفران، أصبحت *لولايات المتحدة المورد الرئيسي للطائرات العسكرية الإسرائيلية، بما في ذلك: - F-4 فانتوم II.A-4 سكاي هوك. -F-15 إيغل - F-16 فايتنغ فالكون. - E-2 هوك آي.
كما قام سلاح الجو الإسرائيلي بتشغيل عدد من الطائرات المنتجة محليًا مثل نيشر، ولاحقًا الطائرة الأكثر تطورًا كفير، وهي نسخة معدلة من المقاتلة الفرنسية داسو ميراج 5.
في عام 1976، شاركت طائرات C-130 هيركوليس الإسرائيلية في عملية عنتيبي، التي أنقذت الرهائن المحتجزين في أوغندا بعد اختطاف طائرة إير فرانس الرحلة 139.
في يونيو 1981، نفذت ثماني مقاتلات F-16A بمرافقة ست مقاتلات F-15A، عملية أوبرا، حيث قصفت المفاعل النووي العراقي في "أوسيراك". كان من بين الطيارين المشاركين إيلان رامون، الذي أصبح لاحقًا أول رائد فضاء إسرائيلي.

### الغزو الإسرائيلي للبنان (1982)
قبل الحرب، قامت سوريا، بدعم من الاتحاد السوفيتي، ببناء شبكة دفاع جوي معقدة في سهل البقاع اللبناني. في 9 يونيو 1982، نفذ سلاح الجو الإسرائيلي عملية مول كريكت 19 أو معركة سهل البقاع، التي دمرت الدفاعات الجوية السورية بشكل حاسم.
خلال المعارك الجوية ضد سلاح الجو السوري، تمكن الطيارون الإسرائيليون من إسقاط 86 طائرة سورية دون أن يخسروا أي طائرة في القتال الجوي المباشر. كما دمرت مروحيات AH-1 كوبرا عشرات العربات المدرعة السورية، بما في ذلك بعض دبابات T-72.
في 1 أكتوبر 1985، ردًا على خطط لإختراق إسرائيل وعملية اختطاف منظمة التحرير الفلسطينية لسفينة أكيلي لاورو، نفذ سلاح الجو الإسرائيلي عملية الساق الخشبية، حيث قصفت مقاتلات F-15 إيغل مقر منظمة التحرير الفلسطينية في تونس. استغرقت العملية 2,300 كيلومتر، وكانت أطول مهمة قتالية في تاريخ سلاح الجو الإسرائيلي.

### عملية الساق الخشبية
في 1 أكتوبر 1985، ردًا على هجوم نفذه مسلحون من منظمة التحرير الفلسطينية في قبرص، أسفر عن مقتل ثلاثة مدنيين إسرائيليين، شن سلاح الجو الإسرائيلي غارة عسكرية أُطلق عليها عملية الساق الخشبية. استهدفت الغارة مقرات منظمة التحرير الفلسطينية في تونس باستخدام طائرات F-15 Eagle. اعتُبرت هذه العملية أطول مهمة قتالية نفذها سلاح الجو الإسرائيلي، حيث قطعت الطائرات 2,300 كيلومتر، وشملت إعادة التزود بالوقود جوًا عبر طائرة بوينغ 707. وأسفرت الغارة عن إلحاق أضرار جسيمة بمقرات المنظمة ومعسكراتها.

## التسعينيات وما بعدها

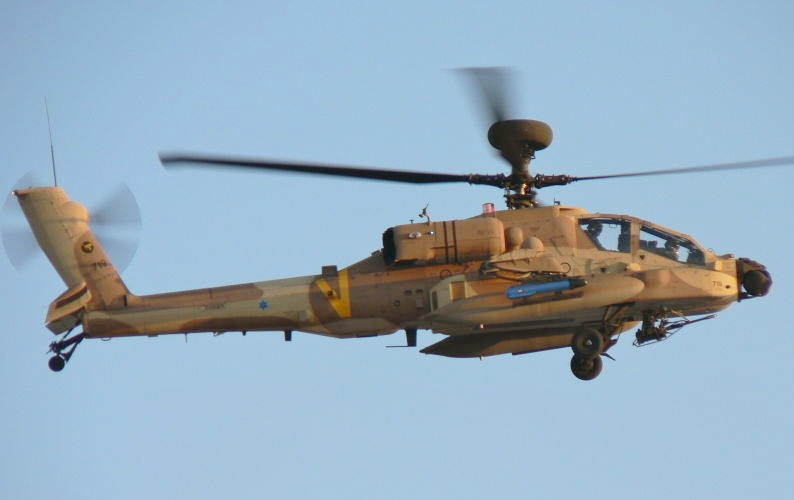
إيه إتش-64 أباتشي

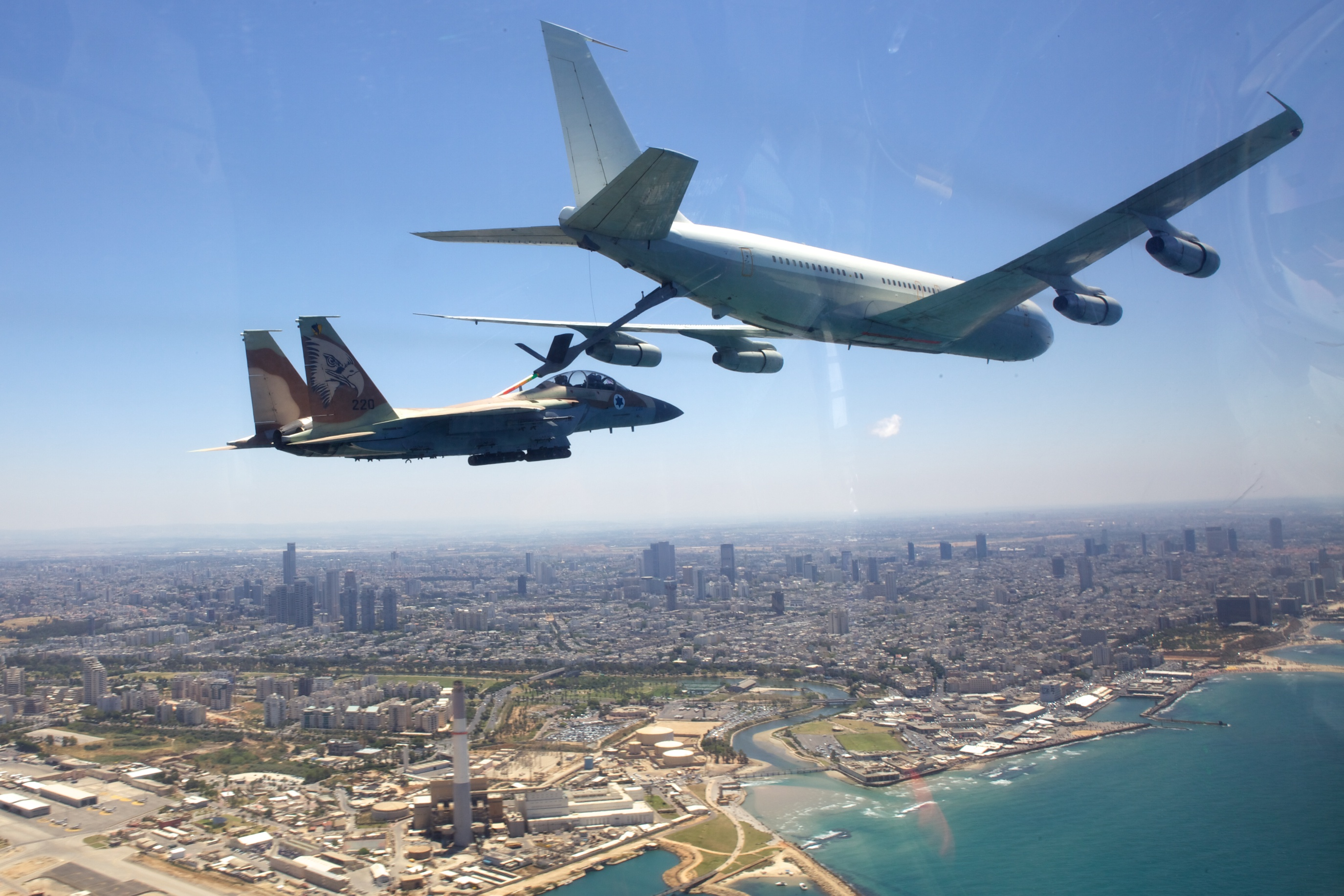
مقاتلة F-15I تابعة للسرب 69 تتزود بالوقود فوق تل أبيب خلال عيد الاستقلال الإسرائيلي عام 2011

تم تطوير معظم أنظمة التسليح والإلكترونيات لسلاح الجو الإسرائيلي محليًا عبر شركات الصناعات العسكرية الإسرائيلية، الصناعات الجوية الإسرائيلية، إلبيت سيستمز وغيرها. منذ التسعينيات، خضع سلاح الجو الإسرائيلي لتحديث شامل، حيث تمت ترقية غالبية الطائرات بمعدات وأنظمة متقدمة مصنعة في إسرائيل. في عام 1990، بدأ سلاح الجو الإسرائيلي بتشغيل مروحياتإيه إتش-64 أباتشي، وشرع في تسليح مقاتلاته بصواريخ بايثون 4 وصواريخ بوب أي، وصواريخ ديربي.

### حرب الخليج 1991
خلال حرب الخليج عام 1991، تعرضت إسرائيل لهجمات صاروخية بصواريخ سكود العراقية. كان طيارو سلاح الجو الإسرائيلي في حالة تأهب قصوى استعدادًا لتنفيذ ضربات انتقامية ضد العراق. ومع ذلك، حالت الضغوط الدبلوماسية ورفض الولايات المتحدة تزويد إسرائيل بأكواد تحديد العدو والصديق (IFF) دون مشاركة سلاح الجو الإسرائيلي، حيث تولت القوات الأمريكية وقوات التحالف التصدي للهجمات عبر منظومة صواريخ باتريوت.

### عمليات الإجلاء
في عام 1991، قام سلاح الجو الإسرائيلي بالسفر بالآلاف من يهود الفلاشا الإثيوبيين إلى إسرائيل.

### تحديث الأسطول الجوي
في أواخر التسعينيات، بدأ سلاح الجو الإسرائيلي بإدخال طائرات جديدة، من بينها: - اف 15 راعام (الرعد)، وهي نسخة محسنة من ماكدونيل دوغلاس إف-15 إي سترايك إيغل مصممة خصيصًا لإسرائيل. - اف 16 صوفا (العاصفة)، وهي نسخة معدلة من F-16 بمواصفات إسرائيلية، حيث وصلت أول طائرة في أبريل 2004، لتنضم إلى أكبر أسطول F-16 خارج القوات الجوية الأمريكية. - في عام 2005، تسلم سلاح الجو الإسرائيلي طائرات استخبارات معدلة من طراز جيلفستريم، مزودة بأنظمة استخبارات متقدمة من تصنيع الصناعات العسكرية الإسرائيلية.

### التوسع في استخدام الطائرات بدون طيار
بحلول عام 2013، أصبحت إسرائيل أكبر مصدر عالمي للطائرات بدون طيار.

### استلام مقاتلاتإف-35
في ديسمبر 2016، استلم سلاح الجو الإسرائيلي أول زوج من مقاتلات إف-35 من الولايات المتحدة، ليصبح بذلك أول جيش في الشرق الأوسط يشغل هذه الطائرة المتقدمة.

### تغيير اسم سلاح الجو إلى "سلاح الجو والفضاء"
في عام 2004، تغير الاسم الرسمي لسلاح الجو الإسرائيلي إلى "سلاح الجو والفضاء الإسرائيلي" ليعكس إضافة المهام الفضائية إلى نطاق عمله.

### الاغتيالات الجوية خلال الانتفاضة الثانية
لعب سلاح الجو الإسرائيلي دورًا خطيرا في الانتفاضة الثانية، حيث نفذ سلسلة من عمليات الاغتيال استهدفت قادة بارزين في حركة حماس وفصائل أخرى. من بين أبرز الشخصيات التي استُهدفت: - صلاح شحادة- محمود أبو هنود - أبو علي مصطفى - أحمد ياسين - عدنان الغول - جمال أبو سمهدانة - عبد العزيز الرنتيسي
أثارت هذه العمليات انتقادات حادة بسبب الخسائر في صفوف المدنيين، لكن إسرائيل بررت عملياتها بأنها ضرورية لمحاربة الإرهاب، مشيرةً إلى أن الطيارين الإسرائيليين يتخذون إجراءات لتجنب سقوط ضحايا مدنيين، بما في ذلك إلغاء بعض الضربات في اللحظات الأخيرة.

### نسبة القتلى المدنيين في الغارات الجوية
أدعى الجيش الإسرائيلي في عام 2007 أن نسبة القتلى المدنيين في غاراته بلغت 1:30، أي مقابل كل 30 مسلحًا يُقتل مدني واحد.
وصف بعض المعلقين هذه النسبة بأنها "الأفضل في التاريخ العسكري".

### قصف معسكر فلسطيني في سوريا
في 5 أكتوبر 2003، نفذ سلاح الجو الإسرائيلي غارة جوية استهدفت معسكر تدريب مشتبه به تابع للفصائل الفلسطينية في عين الصاحب، سوريا.

### حرب لبنان 2006
لعب سلاح الجو الإسرائيلي دورًا حاسمًا في حرب لبنان 2006، حيث قاد الغارات الجوية على الأراضي اللبنانية. استهدفت هذه الضربات – بشكل رئيسي، ولكن ليس حصريًا – جنوب لبنان. خلال الحرب، نفذ سلاح الجو الإسرائيلي أكثر من 12,000 طلعة جوية قتالية.
واحدة من أبرز العمليات الجوية وقعت في اليوم الثاني للحرب، حيث دمرت 59 منصة صواريخ متوسطة وبعيدة المدى، والتي كانت مزودة من قبل إيران، وذلك في غضون 34 دقيقة فقط. مع ذلك، تعرضت إسرائيل لانتقادات واسعة بعد غارة جوية على بلدة قانا في 30 يوليو، حيث قُتل 28 مدنيًا إثر قصف مبنى يُعتقد أنه كان يستخدم كنقطة تجمع لعناصر مسلحة. في آخر أيام الحرب، أسقط حزب الله مروحية تابعة لسلاح الجو الإسرائيلي، مما أدى إلى مقتل خمسة من أفراد الطاقم. كما تحطمت طائرة مقاتلة من طراز إف-16 أثناء الإقلاع. كما أسقط سلاح الجو الإسرائيلي ثلاث طائرات بدون طيار تابعة لحزب الله، يُعتقد أنها كانت مزودة من قبل إيران.

## الصراع الإسرائيلي-الفلسطيني والعمليات الموازية

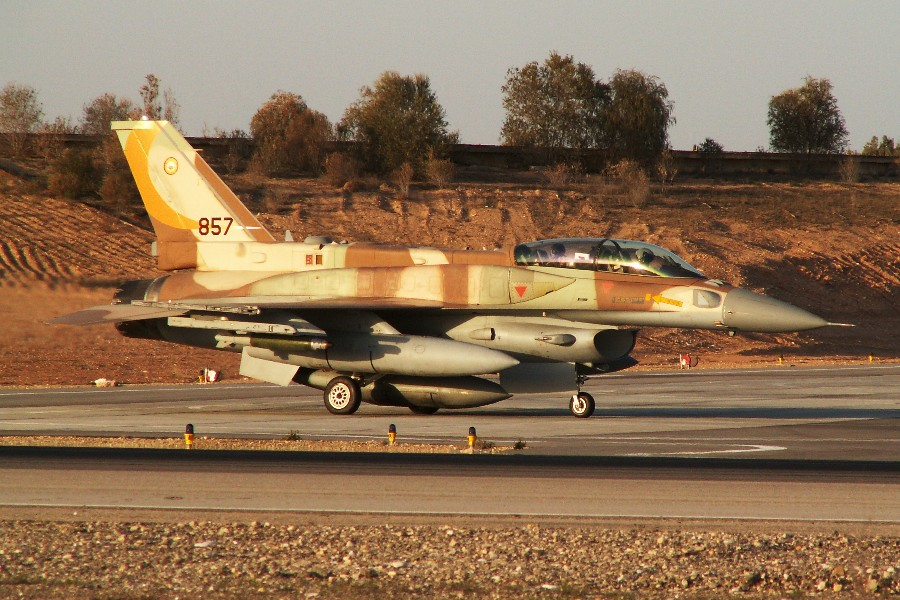
مقاتلة إف 16 تستعد لاستهداف مواقع خلال حرب غزة 2008–2009

في 6 سبتمبر 2007 نفذ سلاح الجو الإسرائيلي غارة جوية استهدفت مفاعلًا نوويًا سوريًا مشتبهًا به في عملية أطلق عليها عملية البستان.
في أواخر عام 2008 وأوائل 2009، قاد سلاح الجو الإسرائيلي عملية الرصاص المصبوب، حيث نفذ أكثر من 2,360 غارة جوية على أهداف في قطاع غزة. استهدفت العملية مواقع إطلاق الصواريخ، الأنفاق، ومقار قيادية ومخازن أسلحة، لكن أسفرت عن مقتل عدد كبير من المدنيين، مما دفع بعض منظمات حقوق الإنسان لاتهام إسرائيل بارتكاب جرائم حرب. بينما ادعت إسرائيل أن المباني المستهدفة كانت تستخدم كمواقع لإطلاق الصواريخ. خلال العملية، استهدف سلاح الجو الإسرائيلي عدة قادة بارزين في حماس، من بينهم: - سعيد صيام. - نزار ريان. - توفيق جبر. - أبو زكريا الجمال. في يناير 2009، قصفت الطائرات الإسرائيلية قافلة شاحنات برية في السودان، يُعتقد أنها كانت تحمل أسلحة متجهة إلى حركة حماس في قطاع غزة عبر مصر. أسفرت الغارة عن تدمير 17 شاحنة ومقتل 39 شخصًا. في نوفمبر 2012، شارك سلاح الجو في عملية عمود السحاب، حيث استهدفت القوات الإسرائيلية أكثر من 1,500 موقع عسكري في قطاع غزة، بما في ذلك منصات إطلاق الصواريخ، الأنفاق، والمقرات القيادية.

### عملية الجرف الصامد
بين 8 يوليو و5 أغسطس 2014، شارك سلاح الجو الإسرائيلي في عملية الجرف الصامد، حيث استهدفت القوات الإسرائيلية، وفقًا لما أعلنه المتحدث باسم الجيش الإسرائيلي، 4,762 موقعًا عسكريًا في قطاع غزة، شملت: - مواقع إطلاق الصواريخ. - مراكز القيادة والسيطرة. - المنشآت الإدارية العسكرية. - مستودعات ومرافق تصنيع الأسلحة. - معسكرات التدريب والمجمعات العسكرية.
خلال العملية، أسقطت قوات الدفاع الجوي الإسرائيلي طائرتين بدون طيار** أُطلقتا من قطاع غزة.

### عملية حارس الأسوار
في مايو 2021، نفذ سلاح الجو الإسرائيلي 1,500 ضربة جوية ومدفعية على قطاع غزة خلال عملية حارس الأسوار.

### مشاركة سلاح الجو الإسرائيلي في حرب 2023
لعب سلاح الجو الإسرائيلي دورًا رئيسيًا في حرب إسرائيل وحماس 2023.

## الحوادث خلال الحرب الأهلية السورية

### إسقاط طائرة سوخوي سورية (2014)
في 23 سبتمبر 2014، أسقطت منظومة الدفاع الجوي الإسرائيلي إم آي إم-104 باتريوت طائرة سورية من طراز سوخوي سو-24 بعد أن عبرت خط وقف إطلاق النار بين سوريا وإسرائيل خلال مهمة قصف ضد قوات المعارضة السورية. نجح الطياران في القفز بالمظلة وتم أسرهما من قبل قوات المعارضة السورية.

### غارات جوية إسرائيلية على أهداف لحزب الله (2015)
في 29 يوليو 2015، نفذت الطائرات الإسرائيلية غارة على مركبة في قرية درزية جنوب غربي سوريا، ما أسفر عن مقتل عناصر من حزب الله ومقاتل موالٍ للنظام السوري. كما استهدفت غارة ثانية قاعدة عسكرية على الحدود السورية-اللبنانية تابعة **لفصيل فلسطيني موالٍ للنظام السوري.

### ضربات انتقامية إسرائيلية بعد هجمات صاروخية (2015)
في 20 و21 أغسطس 2015، نفذ الجيش الإسرائيلي غارات جوية على سوريا بعد إطلاق أربعة صواريخ على الجولان والجليل الأعلى، ما أسفر عن مقتل عدة مسلحين.

### غارات إسرائيلية على مواقع سورية (2017)
في 17 مارس 2017، نفذت مقاتلات إسرائيلية غارات جوية على أهداف في سوريا. ردت سوريا بإطلاق صواريخ إس-200 باتجاه الطائرات، لكن أحد الصواريخ تم اعتراضه بواسطة منظومة آرو. لم تتعرض أي طائرة إسرائيلية للضرر، على الرغم من أن سوريا ادعت إسقاط طائرة وإلحاق أضرار بأخرى، وهو ما نفته إسرائيل.

### إسقاط طائرة إيرانية ورد إسرائيلي (2018)
في 10 فبراير 2018، أسقطت مروحية هجومية إسرائيلية طائرة بدون طيار إيرانية دخلت المجال الجوي الإسرائيلي. وردًا على ذلك، أطلقت إسرائيل أربع طائرات F-16 لضرب مراكز التحكم الإيرانية للطائرات المسيرة في سوريا خلال الغارة، تعرضت إحدى الطائرات الإسرائيلية للإصابة بصواريخ الدفاع الجوي السوري وسقطت داخل إسرائيل. تمكن الطياران من القفز بالمظلة، لكن أحدهما أصيب بجروح خطيرة. لاحقًا، نفذت إسرائيل غارات انتقامية استهدفت الدفاعات الجوية السورية والبنية التحتية الإيرانية في سوريا.

## الغارات الجوية الإسرائيلية المزعومة
- في 30 يناير 2013، شنت طائرات إسرائيلية هجومًا على قافلة سورية يعتقد أنها كانت تنقل أسلحة إلى حزب الله.[70] ذكرت مصادر أخرى أن الهدف المستهدف كان مركز أبحاث عسكري في جمرايا مسؤول عن تطوير أسلحة بيولوجية وكيميائية.[71]
- في 3 و5 مايو 2013، وقعت غارتان جويتان إضافيتان استهدفتا شحنات أسلحة طويلة المدى أُرسلت من إيران إلى حزب الله.[72][73]
- وفقا لمسؤولين أمريكيين مجهولين شنت إسرائيل هجوما آخر في 5 يوليو 2013 رغم أن المتمردين السوريين كانوا أيضا موضع اشتباه في الحادث استهدف الحادث المزعوم في يوليو 2013 صواريخ ياخونت الروسية الصنع المضادة للسفن بالقرب من مدينة اللاذقية وقتل عدة جنود سوريين
- يشتبه في أن إسرائيل شنت غارة أخرى في 30 أكتوبر 2013 وقع الهجوم في موقع دفاع جوي في سنوبر على بعد 10 أميال جنوب اللاذقية
- أفادت مصادر من المعارضة السورية وكذلك مصادر لبنانية بأن ضربة أخرى وقعت في اللاذقية في 26 يناير 2014 كانت الأهداف المزعومة صواريخ إس 300
- أفادت تقارير بأن الطائرات الإسرائيلية نفذت ضربتين جويتين ضد منشآت حزب الله في لبنان بالقرب من الحدود مع سوريا في 24 فبراير 2014 مما أسفر عن مقتل عدة مقاتلين زعم المرصد السوري لحقوق الإنسان أن الهجوم استهدف قاعدة صواريخ لحزب الله
- في 7 ديسمبر 2014 زُعم أن طائرات إسرائيلية قصفت مناطق بالقرب من مطار دمشق الدولي وفي بلدة الديماس بالقرب من الحدود مع لبنان ووفقا لتقارير أجنبية استهدف الهجوم مستودعا لصواريخ إس 300 المتطورة التي كانت في طريقها من سوريا إلى حزب الله في لبنان
- في 18 يناير 2015 زُعم أن مروحيات إسرائيلية هاجمت قافلة تابعة لحزب الله في الجزء السوري الخاضع للسيطرة من مرتفعات الجولان مما أسفر عن مقتل ستة أعضاء بارزين من حزب الله وستة قادة من الحرس الثوري بينهم جنرال ومع ذلك أعلنت جبهة النصرة مسؤوليتها أيضا عن الاغتيال زاعمة أنه كان كمينا في موقع آخر
- في 25 أبريل 2015 وقعت سلسلة من الهجمات المنسوبة إلى سلاح الجو الإسرائيلي في منطقة القلمون السورية استهدفت معسكرات لحزب الله وقوافل أسلحة في قاعدتين للواء
- في 29 يوليو 2015 أفادت تقارير بأن الطائرات الإسرائيلية ضربت مركبة في قرية درزية بجنوب غرب سوريا مما أسفر عن مقتل رجال من حزب الله ومقاتل موال للنظام السوري استهدفت غارة جوية ثانية قاعدة عسكرية على طول الحدود السورية اللبنانية تابعة لفصيل فلسطيني موال للنظام السوري
- وفقا لوسائل الإعلام السورية في 31 أكتوبر 2015 هاجمت الطائرات الإسرائيلية عدة أهداف لحزب الله في جنوب سوريا بالقرب من الحدود مع لبنان في منطقة جبال القلمون وشملت الأهداف المشتبه بها قافلة أسلحة متجهة إلى حزب الله
- أفادت التقارير عن غارة جوية إسرائيلية أخرى بالقرب من مطار دمشق في 11 نوفمبر استهدفت مستودعات أسلحة تابعة لحزب الله
- أفادت المعارضة السورية عن غارة جوية إسرائيلية في منطقة القلمون على الحدود السورية اللبنانية في 23 نوفمبر 2015 ووفقا لهذه المصادر أسفرت الغارة عن مقتل 13 جنديا سوريا ومقاتلا من حزب الله وإصابة العشرات بجروح بينهم أربعة إصابات خطيرة. كانت منطقة القلمون نقطة عبور رئيسية لمقاتلي حزب الله وغيرهم من المعدات اللوجستية من وإلى سوريا
- ووفقا لمصادر سورية هاجمت الطائرات الإسرائيلية مرة أخرى أهدافا للجيش السوري وحزب الله في منطقة القلمون في 28 نوفمبر مما تسبب في سقوط قتلى وجرحى بين مقاتلي حزب الله.
- في 7 فبراير 2018، قالت وسائل الإعلام الرسمية السورية إن الطائرات الحربية الإسرائيلية هاجمت موقعًا عسكريًا في ريف دمشق من المجال الجوي اللبناني، مع تدمير الدفاعات الجوية السورية لمعظم الصواريخ. وذكرت تقارير أخرى أن الهدف كان المركز السوري للدراسات والبحوث العلمية في جمرايا، غرب دمشق، وأن هذا الموقع استُهدف من قبل إسرائيل مرتين سابقًا. ادعى بعض النشطاء أن الموقع يحتوي على مستودعات أسلحة تستخدمها حزب الله.[74]
- اتهمت كل من روسيا وسوريا إسرائيل بشن غارة جوية في 9 أبريل 2018 على قاعدة التياس الجوية، المعروفة أيضًا باسم قاعدة تي-4 الجوية، خارج تدمر في وسط سوريا. وقالت وزارة الدفاع الروسية إن الطائرات الإسرائيلية أطلقت ثمانية صواريخ على القاعدة من المجال الجوي اللبناني، وتم اعتراض خمسة منها بواسطة أنظمة الدفاع الجوي السورية. ووفقًا للمرصد السوري لحقوق الإنسان، قُتل ما لا يقل عن 14 شخصًا وأصيب آخرون. ومن بين القتلى مواطنون إيرانيون.[75]
- أفاد الجيش السوري بأن صواريخ ضربت عدة قواعد في ريفي حماة وحلب في 29 أبريل 2018. وذكرت مصادر معارضة أن أحد المواقع التي تم استهدافها كان قاعدة "اللواء 47" قرب مدينة حماة، وهي معروفة كمركز لتجنيد الميليشيات الشيعية المدعومة من إيران التي تقاتل إلى جانب قوات الأسد. وقالت المعارضة السورية إن 38 جنديًا من قوات النظام قُتلوا وأُصيب 57 آخرون.[76] وأفادت تقارير غير مؤكدة بأن من بين القتلى جنرالًا إيرانيًا.[77]
- وفقًا للإعلام السوري، في 8 مايو 2018، ضربت الطائرات الحربية الإسرائيلية عدة قواعد عسكرية في سوريا حيث يوجد تواجد إيراني كبير. وأُسقط صاروخان إسرائيليان كانا يستهدفان قافلة أسلحة في قاعدة قرب المناطق الصناعية في الكسوة، جنوب دمشق.[78]
- في 18 مايو، وقعت انفجارات ضخمة في مطار حماة العسكري. أفادت سكاي نيوز عربية بأن الانفجارات نجمت عن غارات استهدفت منظومة الدفاع الصاروخي الإيراني باور 373، والتي دخلت الخدمة في مارس 2017.[79] وأفاد بوابة بغداد بأن الطائرات الإسرائيلية استهدفت مواقع الحرس الثوري الإيراني في المطار، وأن القصف وقع بعد وقت قصير من استهداف مواقع لميليشيات عراقية كانت متجمعة هناك.[80]
- في 24 مايو، أفاد شهود سوريون بأن طائرات حربية حلقت فوق المجال الجوي اللبناني ونفذت غارة بالقرب من مطار في حمص، وذلك بعد تقارير سابقة عن رصد طائرات إسرائيلية فوق لبنان.[81] ووفقًا لمنظمة المرصد السوري لحقوق الإنسان، استهدف الهجوم قاعدة لحزب الله.[82] وذكرت التقارير أن 21 شخصًا قُتلوا في الغارة، بينهم تسعة إيرانيين.[83]

## انظر أيضًا

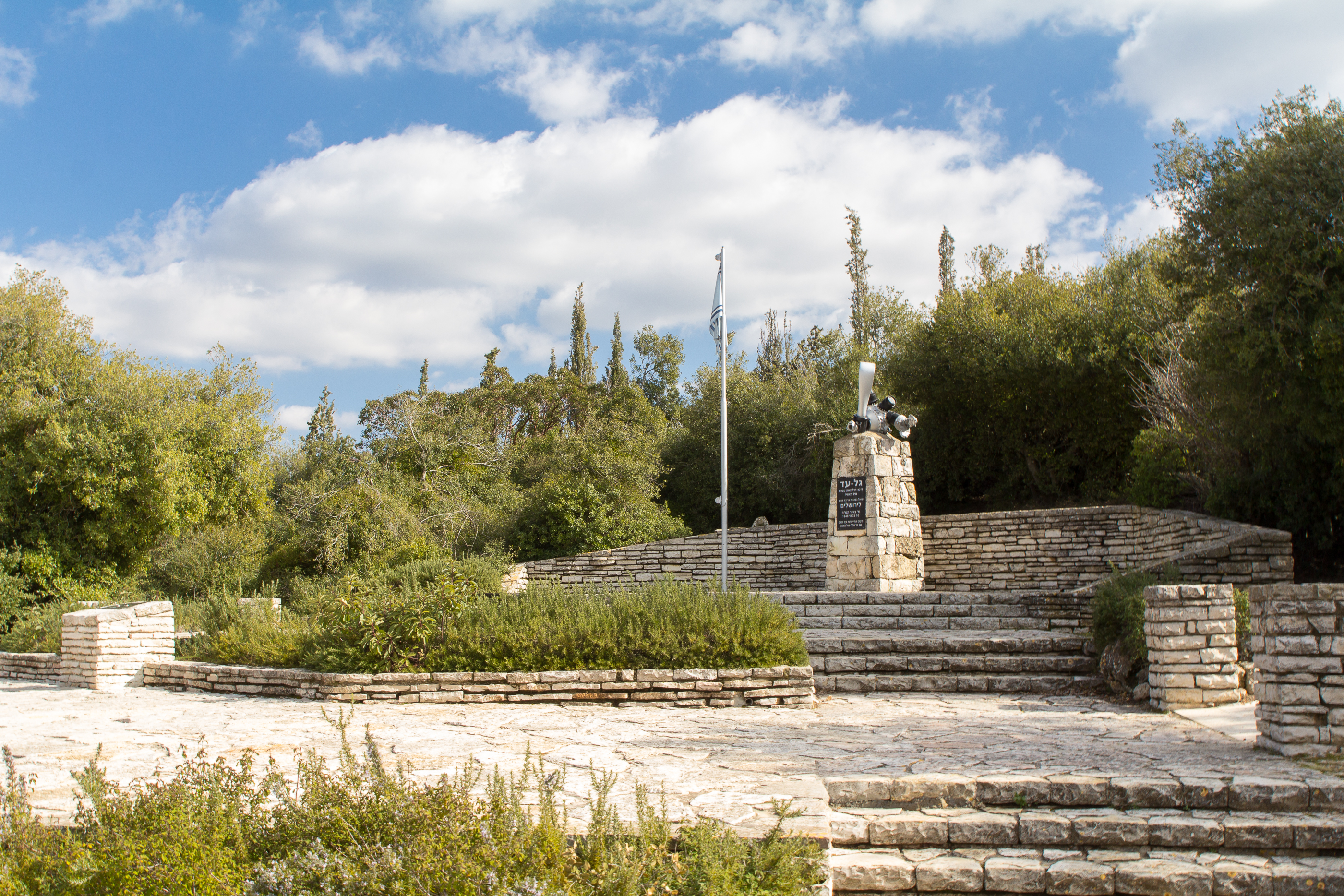
جبل الطيارين Har Hatayasim بالقرب من القدس هو النصب التذكاري الرسمي لسلاح الجو الإسرائيلي لجنوده الذين سقطوا. يحتوي على بقايا طائرة نورداين نورسمان التي تحطمت في المنطقة خلال معركة اللطرون في 10 مايو 1948